# Пряжка (река)

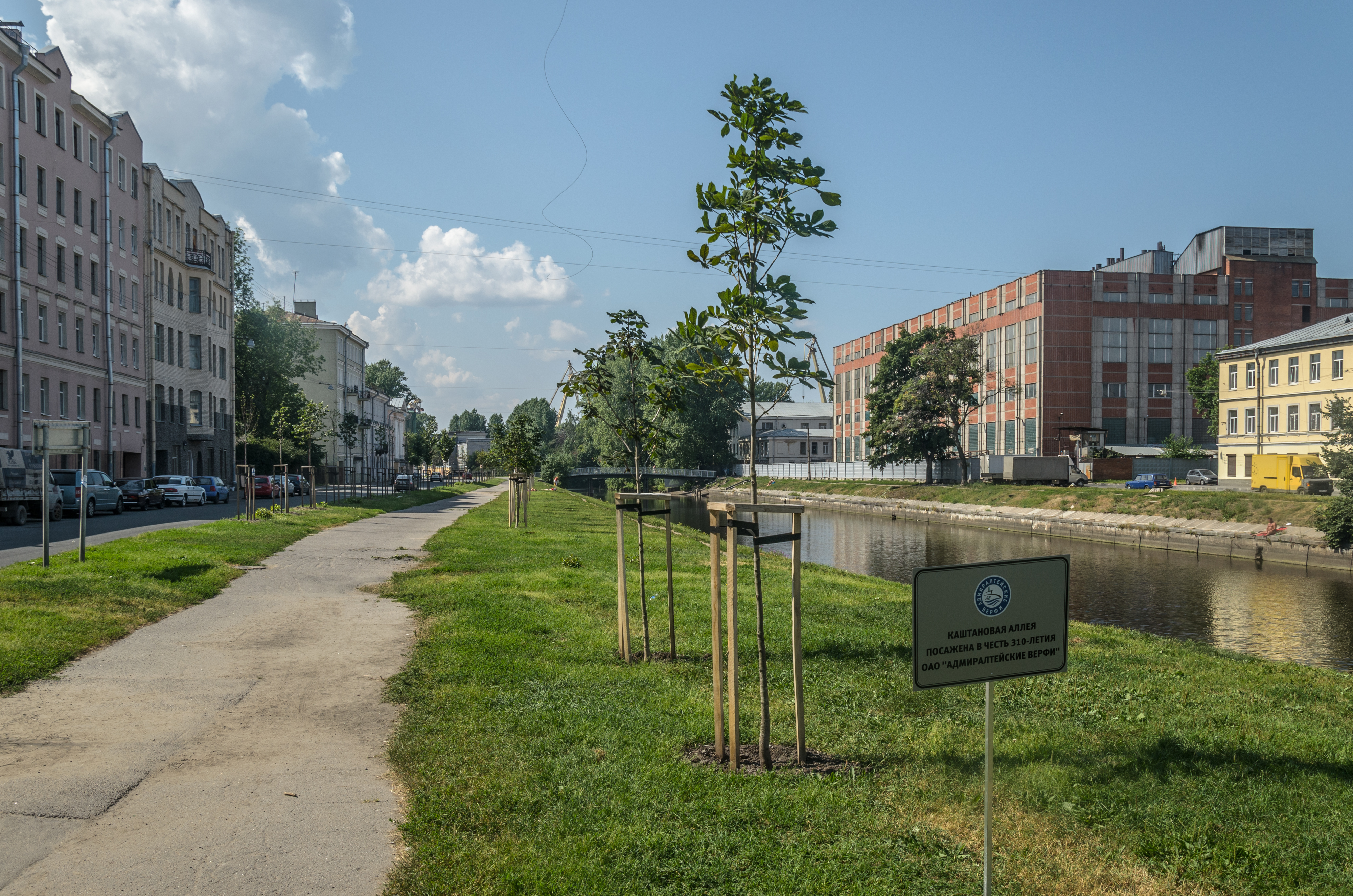
Каштановая аллея, высаженная к 310-летию Адмиралтейских верфей

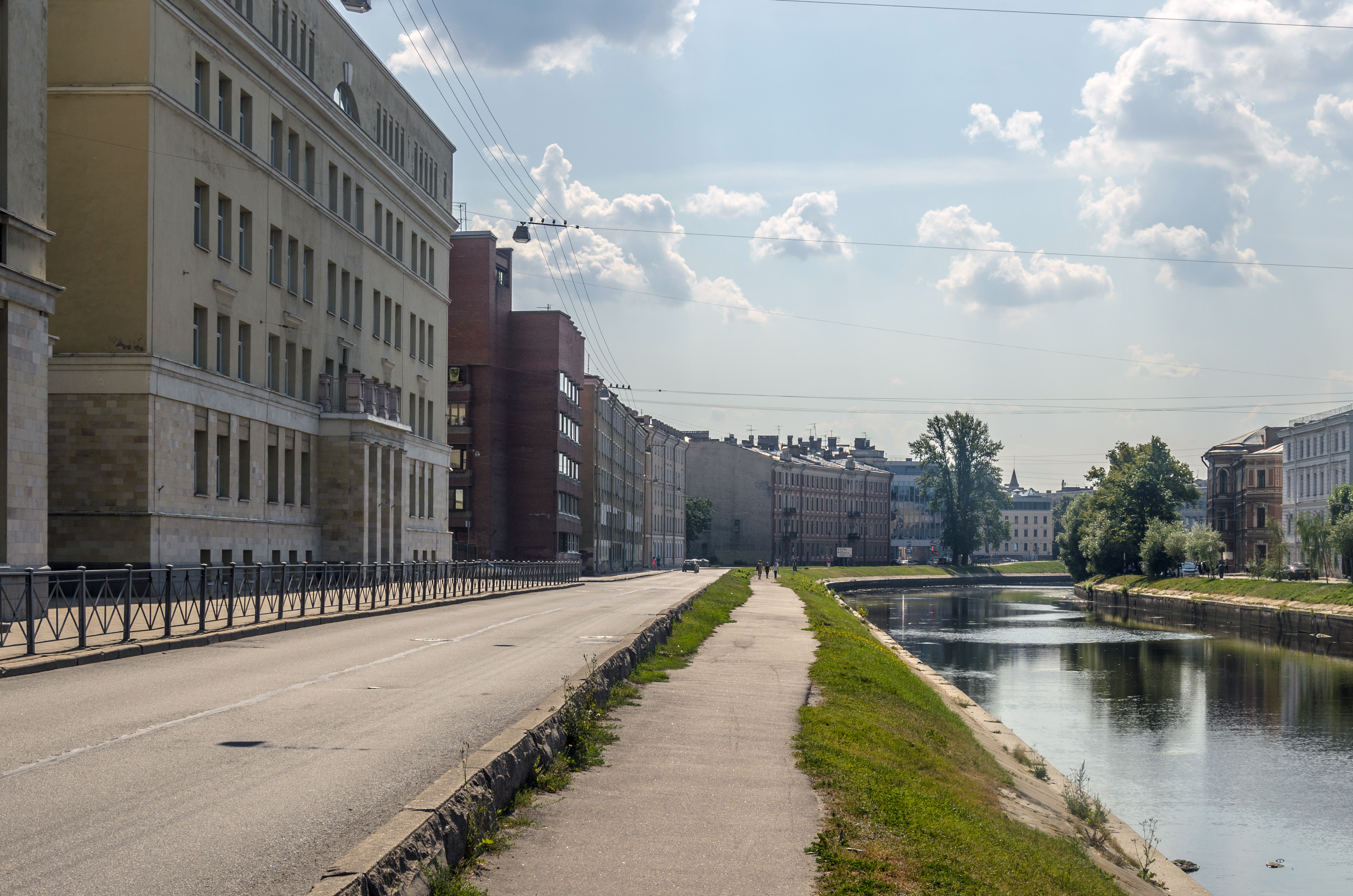
Набережная реки Пряжки

Пря́жка — река в Санкт-Петербурге, вытекает из реки Мойки, впадает через бывший Сальнобуянский канал в Большую Неву. Длина — 1,32 км.

## История
Во время основания Санкт-Петербурга река называлась Чухонской. В 1738 году из района Адмиралтейства на окраину города, за Крюков канал, перенесли опасные в пожарном отношении прядильные амбары и смольню. Их поместили на берегу Чухонской речки, которая вскоре стала называться Пряжкой, по характеру возникшего здесь производства.
Первоначально река была длиннее, но в 1915 году, после разбора амбаров Сального буяна, русло низовьев Пряжки было засыпано и её новым руслом стал Сальнобуянский канал.

## Берегоукрепление
В 1962—1964 годах, в комплексе с перестройкой Банного моста, с верховой и низовой сторон были построены низкие стенки набережных с озеленённым откосом. В 1982—1984 годах по обоим берегам реки между Матисовым и Бердовым мостами сооружена низкая банкетная стенка на свайном основании с гранитным кордоном и лестничными спусками на озеленённом откосе. Существовавшие стенки набережной, примыкавшие к Банному мосту, были перестроены. На участке между Матисовым и Банным мостами вдоль откосов проложены прогулочные дорожки.

## Достопримечательности

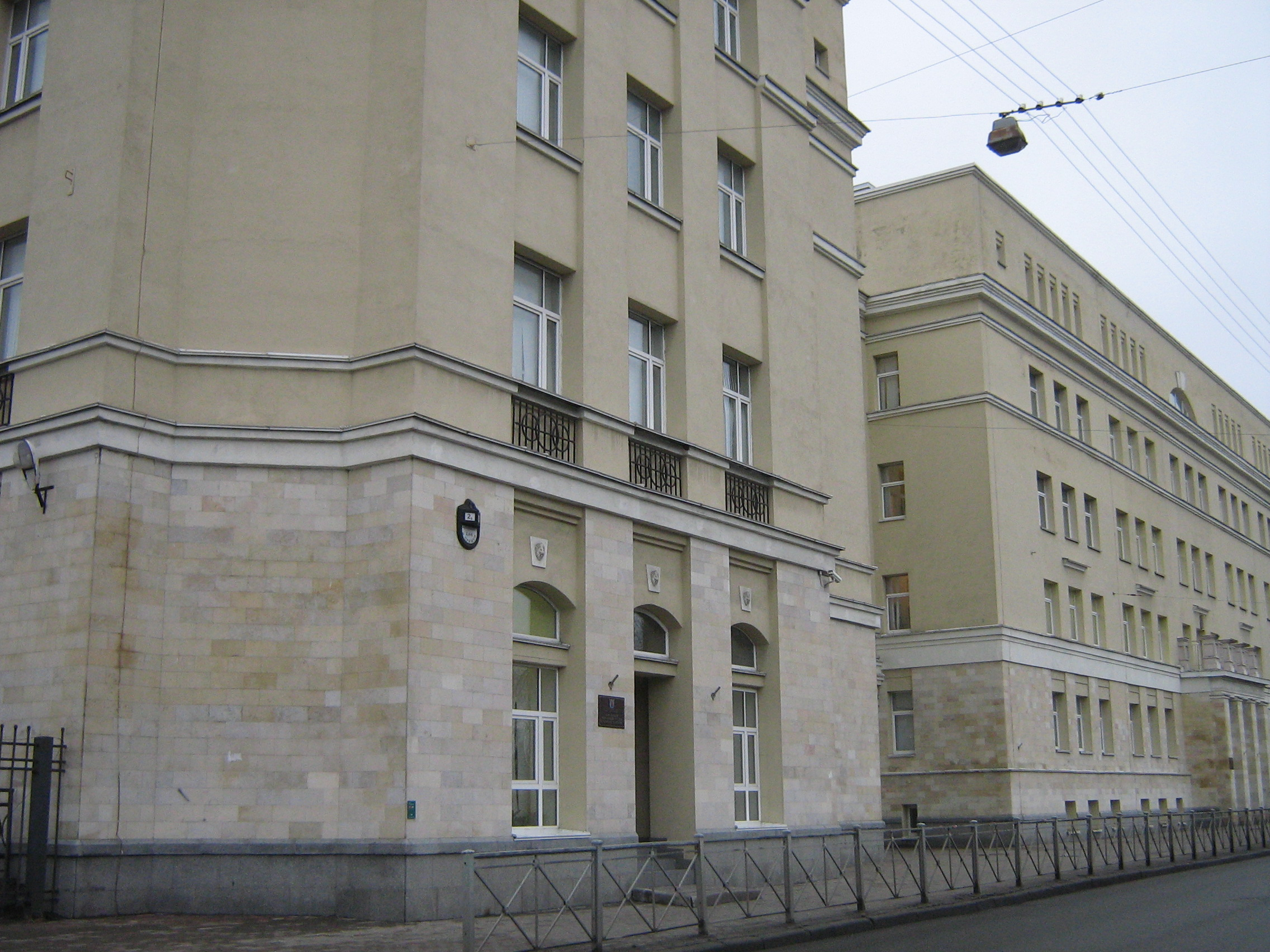
Народный музей «А музы не молчали…» в школе № 235

В доме на углу набережной реки Пряжки и Офицерской улицы (сейчас — улица Декабристов) жил великий русский поэт Александр Блок. В доме на Офицерской, 57 (сейчас — Декабристов, 57) А. Блок жил, занимая последовательно две квартиры, с 24 июня 1912 года до смерти. К столетию со дня рождения поэта, в ноябре 1980 года, здесь был открыт Музей-квартира А. А. Блока. Эта наиболее известный из всех его петербургских адресов. В гостях у поэта бывали А. Ахматова, С. Есенин, О. Мандельштам, В. Маяковский, А. Белый, В. Мейерхольд, Е. Кузьмина-Караваева и многие другие.
Также на набережной реки Пряжки на Матисовом острове находилось Картографическое заведение Ильина — первое частное картографическое предприятие. Оно было основано в 1859 году Алексеем Афиногеновичем Ильиным. Картографическое заведение выпускало атласы, карты, планы города, учебную литературу и периодику (журналы «Всемирный путешественник», «Природа и люди»), а также почтовые карточки, репродукции художников, афиши и многое другое. После смерти Алексея Афиногеновича предприятие перешло к его сыну, Алексею Алексеевичу.
На набережной реки Пряжки, на Коломенском острове, в школе № 235 им. Д. Д. Шостаковича находится музей «А музы не молчали…».

### Психиатрическая больница
На набережной Пряжки расположена старейшая психиатрическая больница города. Ещё в 1736 году сюда после пожара был переведён Острог (был на месте Благовещенской церкви — пл. Труда). «В сем остроге содержатся те колодники, которые по винам своим осуждены в каторжную работу вечно или на несколько лет».
Теперешнее здание больницы святителя Николая Чудотворца построено по проекту Людвига Шарлеманя в 1837 году. Тогда в здании размещалось исправительное заведение. В 1840 году при остроге была освящена церковь во имя Святителя Николая.
Устав заведения гласил: «Исправительное заведение для лиц предерзостных, нарушающих благонравие и наносящих стыд и позор обществу». Причины помещения — для женщин: «брошенный ребёнок, обращение непотребства в ремесло, самовольная отлучка из дома и развратная жизнь,… неповиновение родительской власти, самовольное открытие бордели, дерзкое обращение с мужем»; для мужчин: неплатёж налогов и упорное пьянство.
Помещались и политические заключённые — поодиночке и группами: 150 поляков, депутация Тверской губернии, подавшая прошение на Высочайшее имя о введении в России конституции.
В 1841 году появилось мужское отделение больницы для чернорабочих, в 1843 году — небольшое отделение для душевнобольных, уже в 1865 году появилась «Временная лечебница для помешанных при Исправительном учреждении». И только в 1872 году всё здание было отдано психиатрической больнице, получившей название Святителя Николая Чудотворца.
С этой больницей связаны имена известных людей: здесь работал врачом писатель Михаил Чулаки, лечились Даниил Хармс и Виктор Цой. Выражение «попасть на Пряжку» значит — «в сумасшедший дом».

## Мосты
- Матисов мост
- Банный мост
- Бердов мост
- Подзорный мост (через Сальнобуянский канал)

Ещё два моста были перекинуты через Пряжку в её нижнем течении; утрачены при засыпке этого участка.